# Gabriel Merino
Gabriel Merino (n. Puebla, 10 de agosto de 1975) es un químico mexicano especializado en Química Teórica. Es investigador del Departamento de Física Aplicada del Centro de Investigación y de Estudios Avanzados (Cinvestav), en Mérida, desde 2012 a la fecha.
Su área de trabajo es la Química Teórica y Computacional, en particular el estudio de átomos hipercoordinados planos, aromaticidad en sistemas moleculares, cúmulos de boro y sistemas metálicos; microsolvatación de carbocationes, estudios de gases nobles y compuestos organometálicos e interacciones no covalentes.

## Trayectoria
Gabriel Merino estudió la Licenciatura en Química, con especialidad en Fisicoquímica, en la Universidad de las Américas Puebla en 1997. Posteriormente obtuvo su Doctorado en Química en el Centro de Investigación y de Estudios Avanzados en 2003 bajo la dirección del Doctor Alberto Vela. De 2003 a 2005 realizó una estancia postdoctoral en el grupo de investigación de los profesores Gotthard Seifert y Thomas Heine en la Universidad Politécnica de Dresde. De 2005 a 2012 fue Profesor del Departamento de Química de la Universidad de Guanajuato. En 2005 fue Profesor visitante en el grupo de Roald Hoffmann en la Universidad de Cornell y en 2011 Profesor Visitante en la Universidad del País Vasco. A partir de 2012 es Investigador en el Departamento de Física Aplicada del Centro de Investigación y de Estudios Avanzados en Mérida. En 2020, junto con Joaquín Barroso Flores y Miguel Ángel Méndez Rojas, cofundó LatinXChem, una comunidad virtual a través de la cual la comunidad de químicos de América Latina puede discutir sus resultados y avances de investigación y que surgió con el objetivo de permitir a los estudiantes presentar sus resultados de investigación de forma virtual.

## Contribuciones a la Química
Su investigación se ha enfocado a la predicción de nuevos sistemas moleculares que violan lo establecido por la Química Tradicional y que permiten llevar al límite conceptos básicos como la estructura, el enlace químico y la aromaticidad. Su primera contribución fue mostrar que bajo ciertas condiciones es posible estabilizar hidrocarburos con carbonos tetracoordinados, pero donde todos los átomos que rodean al carbono central se colocan en el mismo plano, es decir, carbonos tetracoordinados planos. Las reglas que emergieron de este trabajo se extendieron a otros átomos de la tabla periódica como el boro y otros átomos del grupo 14 y constituyen ahora una de sus principales líneas de investigación.
Para entender la naturaleza de estos sistemas, su grupo ha desarrollado nuevas herramientas para estudiar la deslocalización electrónica y aromaticidad, entre ellas el análisis de la respuesta electrónica de una molécula ante un campo magnético. Asimismo, con la finalidad de entender la formación de nuevas especies moleculares, su grupo ha desarrollado nuevos algoritmos para explorar la superficie de energía potencial y localizar las estructuras de mínima energía, lo que ha permitido encontrar una serie de cúmulos y moléculas con estructuras fuera de lo común.

## Publicaciones distinguidas
Selección de publicaciones más citadasː
- Merino, G.; Heine, T.; Seifert, G. (2004). The induced magnetic field in cyclic molecules. Chemistry - A European Journal, 10(17), 4367-4371.[6]
- Cahangirov, S.; Audiffred, M.; Tang, P.; Iacomino, A.; Duan, W., Merino, G. (2013). Electronic structure of silicene on Ag(111): Strong hybridization effects. Physical Reviews B, 88(3), 035432.[7]
- Merino, G.; Vela, A.; Heine, T. (2005). Description of electron delocalization via the analysis of molecular fields. Chemical Reviews, 105(10), 3812-3841.[3]
- Arroyo, I.J.; Hu, R.; Merino, G.; Tang, B.Z.; Peña-Cabrera, E. (2009). The smalles and one of the brightest. Efficient preparation and optical description of the parent borondipyrromethene system. The Journal of Organic Chemistry, 74(15), 5719-5722.[8]
- Islas, R.; Heine, T.; Merino, G. (2012). The induced magnetic field. Accounts of Chemical Research, 45(2), 215-228.[9]
- Merino, G.; Méndez-Rojas, M.A.; Vela, A.; Heine, T. (2007). Recent advances in planar tetracoordinate carbon chemistry. Journal of Computational Chemistry, 28(1), 362-372.

## Premios y reconocimientos
- 2020 a la fecha. Editor asociado de la revista Chemical Science[10]
- 2016-2020 Editor asociado de la revista RSC Advances[10]
- 2020. Fellow de la Royal Society of Chemistry.
- 2019. Medalla Marcos Moshinsky, Instituto de Física, Universidad Nacional Autónoma de México.[11]
- 2018. Walter Kohn Prize, International Centre for Theoretical Physics, Quantum Express Foundation.[12]
- 2017. Premio "Andrés Manuel del Río" Nacional de Química, Sociedad Química de México.[13]
- 2012. Premio en Ciencias Exactas de la Academia Mexicana de Ciencias, Academia Mexicana de Ciencias.[14]
- 2012. Cátedra Marcos Moshinsky en Ciencias Químicas, Fundación Marcos Moshinsky.[15]
- 2004. Premio Weizmann a la Mejor Tesis Doctoral, Academia Mexicana de Ciencias.